# Chic Stone
Charles Eber Stone, detto Chic (New York, 4 febbraio 1923 – Prattville, 28 luglio 2000), è stato un fumettista statunitense, noto per l'importante lavoro come inchiostratore a fianco di Jack Kirby in molti dei più celebri fumetti della Silver Age dei comics statunitensi.

## Carriera
Cresciuto a Manhattan, studia alla School Of Industrial Arts ed entra nel mondo dei fumetti nel 1939 all'età di 16 anni, lavorando come apprendista disegnatore all'Eisner & Iger (Syndicated Features Corporation).
Entra nello staff di Capitan Marvel della Fawcett nei primi anni quaranta: lavora inoltre anche per la Lev Gleason Publications (Boy Comics) e per la Timely (Blonde Phantom Comics, Joker Comics, All Select Comics, Kid Komics). Dopo aver lasciato le pubblicazioni a fumetti per diventare art director e grafico (realizza anche pubblicità e spot commerciali televisivi), torna a tempo pieno nel mondo dei comics negli anni sessanta (dopo aver ripreso nel 1955 con Adventures into the Unknown dell'ACG).
Disegna e inchiostra moltissimi numeri sparsi di varie testate, ma l'attività per cui è principalmente ricordato è inerente al lavoro a fianco di Stan Lee e Jack Kirby nel biennio 1964-1965: è alle chine nel ciclo classico de I Fantastici Quattro dal # 28 al # 38; in Tales of Suspense con le storie di Capitan America (numeri vari); in Journey into Mystery con Thor.
Inchiostra anche molti dei primi numeri degli X-Men